# اشپرهوفن
اشپرهوفن (به آلمانی: Asperhofen) یک منطقهٔ مسکونی در اتریش است که در ناحیه زانکت پولتن-لاند واقع شده‌است. اشپرهوفن ۲٬۲۱۸ نفر جمعیت دارد.